# Alvino Rey

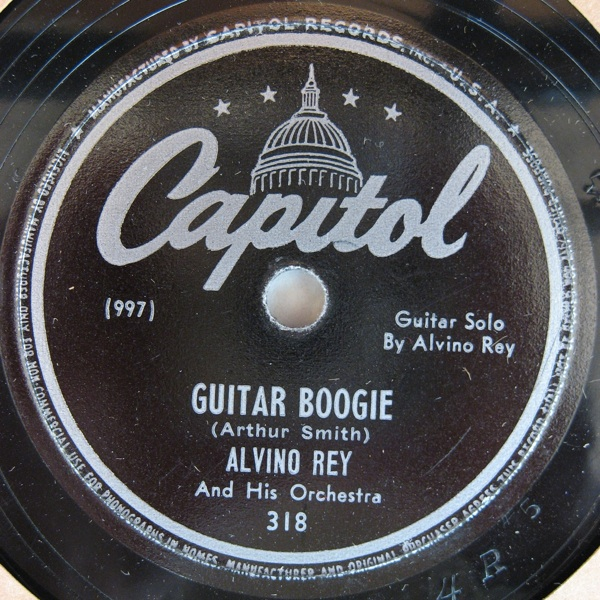
Szelakowa płyta Alvino Reya z utworem Guitar Boogie

Alvino Rey, właśc. Alvin McBurney (ur. 1 lipca 1908 w Oakland, zm. 24 lutego 2004 w Salt Lake City) – amerykański bandżysta, gitarzysta i bandlider jazzowy. Pionier elektyfikacji instrumentów strunowych. Był nazywany „Ojcem pedal steel guitar”.

## Życiorys
Od dzieciństwa interesował się elektroniką. W wieku ośmiu lat zbudował swój pierwszy odbiornik radiowy. Kilka lat później został najmłodszym radioamatorem w Stanach Zjednoczonych. Kiedy miał dziesięć lat, rodzina przeprowadziła się z Kalifornii do Cleveland w Ohio. Oprócz elektroniki lubił muzykę i będąc wczesnym nastolatkiem, dostał w prezencie urodzinowym banjo. W wieku piętnastu lat zbudował swój pierwszy wzmacniacz, który połączył z banjo. Nie otrzymał patentu, ale jego późniejsze, zmodyfikowane urządzenia uzyskały certyfikaty.
W 1927 zadebiutował jako muzyk zawodowy, grając na banjo w lokalnym zespole Eva Jonesa. W następnym roku pracował w orkiestrze skrzypka Phila Spitalnego. W tym czasie zamienił banjo na gitarę. W celach artystycznych zmienił również nazwisko i od 1929 występował jako Alvin Rey. W Nowym Jorku bowiem, gdzie grał, panowała wtedy moda na muzykę latynoską. Współpracował z orkiestrą Russa Morgana, a następnie – Freddy’ego Martina. W tym czasie również poznawał tajniki gitary u Roya Smecka, instrumentalisty i prekursora gitary elektrycznej.
Od 1932 do 1938 był członkiem formacji Horace Heidt and His Musical Knights. Zwrócił uwagę na siebie i orkiestrę, kiedy zaczął grać na gitarze hawajskiej (steel guitar), którą szybko zmodyfikował. Późniejsze innowacje konstrukcyjne doprowadziły do powstania „gitary konsolowej”. Był w tym czasie jednym z najlepiej opłacanych sidemanów w Stanach Zjednoczonych. W 1935 Gibson, słynna wytwórnia sprzętu muzycznego, zwróciła się do niego z propozycją skonstruowania przy udziale inżynierów z firmy Lyon & Healy (produkującej m.in. harfy) prototypu elektrycznej przystawki do gitary na bazie urządzenia, które wcześniej zastosował w banjo. W rezultacie powstał przetwornik, który został zastosowany w pierwszej gitarze elektrycznej Gibsona – ES-150.

Alvino Rey: Zawsze byłem maniakiem elektroniki. Studiowałem ją na własna rękę. Byłem też radioamatorem. Tak naprawdę moją ambicją było zostać inżynierem elektronikiem. Ja po prostu zastosowałem wzmocnienie z urządzeń radiowych do gitary i instrumentów smyczkowych. O ile wiem, było to pierwsze zastosowanie takiego rozwiązania. Dzięki temu muzyka uzyskała zupełnie nowe brzmienie.

W 1937 ożenił się z Luise King Driggs, członkinią występującej z Heidtem grupy wokalnej The King Sister. Rok później oboje postanowili odejść z zespołu Heidta i przenieść się do Kalifornii. Założył orkiestrę i skłonił do współpracy siostry King. W Los Angeles objął stanowisko dyrektora muzycznego rozgłośni radiowej KHJ Mutual Broadcasting, jego orkiestra zaś otrzymała w niej stały angaż. Dawała też koncerty na obu amerykańskich wybrzeżach w dużych audytoriach, takich jak południowokalifornijskie Pasadena Civic Auditorium oraz The Rustic Cabin w Englewood i amfiteatr The Meadowbrook w stanie New Jersey. Występy w nowojorskim The Paramount Theatre zapoczątkowały ogólnokrajową sławę zespołu.
W 1939 skonstruował tzw. „śpiewającą gitarę” („Singing guitar”). Do modulowania brzmienia swojej gitary zastosował m.in. laryngofon, wynaleziony na potrzeby pilotów wojskowych. Początkowo nosiła go stojąca za kotarą jego żona – Luise, która śpiewała unisono z gitarą. Później przez modulator śpiewał także on oraz inni wokaliści orkiestry. Finalnie urządzenie otrzymało nazwę: „Sonovox” i było wczesną wersją talk boxa. Jego innowacje techniczne miały pozytywny wpływ na niesłabnącą popularność orkiestry. W 1942 nagrany przez nią utwór Deep in the Heart of Texas dotarł do pierwszego miejsca na liście przebojów tygodnika „Billboard”, utrzymując się na niej  przez dziesięć tygodni. W tym samym roku powiększył orkiestrę, angażując do niej cenionych muzyków, m.in. Ala Cohna, Raya Conniffa, Neala Heftiego, Billy’ego Maya, Zoota Simsa i Herbie’go Stewarta. W 1943 zespół nie nagrywał z powodu trwającego w latach 1942–1944 strajku muzyków, będących w sporze z wytwórniami płytowymi. W rezultacie pod koniec tegoż roku został rozwiązany. Rey zatrudnił się wówczas jako mechanik w zakładach lotniczych Lockheeda.
W 1944 otrzymał powołanie do U.S. Navy. Po zaliczeniu programu szkolenia elektronicznego został technikiem obsługi radarów. Prowadził także orkiestrę wojskową. Zakończywszy służbę pod koniec 1945, powołał nowy big-band. Szybko podpisał kontrakt z wytwórnią Capitol. Orkiestra z piętnastoosobową sekcją dętą nagrała kilka utworów, które zyskały popularność. Wśród nich znajdowała się nowa wersja znanej kompozycji Cement Mixer Slima Gaillarda. 
W latach 40. – w różnym okresach – pojawili się w orkiestrze także: Nelson Riddle, Johnny Mandel, George Handy, Kai Winding, Herbie Steward, Buddy Cole, Dick Morgan, Charles Mingus, Don Lamond, Irv Cottler, Nick Fatool, Mel Lewis, Dave Tough i Andy Russell. Wielka liczebnie formacja musiała jednak ulec rozwiązaniu ze względu na znaczne koszty utrzymania oraz zmniejszające się zainteresowanie dużymi zespołami. W końcu ww. dekady oraz w latach 50. grał na gitarze swojej konstrukcji z małymi grupami, m.in. ze swoim szwagrem, organistą i bandliderem – Buddym Colem. Jego popularność wówczas znacznie spadła. Po 1957 pracował jako producent płytowy w wytwórni Warner Bros. M.in. nadzorował nagranie i wydanie kilku LP pianisty, kompozytora i bandlidera George’a Greeley’ego.
W latach 1965–1971 współpracował z cyklicznym, choć emitowanym z przerwami, familijnym programie rozrywkowym telewizji ABC „The King Family Show”. Był w nim dyrektorem muzycznym oraz występował, zapowiadany jako „The Alvino Rey Talking Guitar”. Zgodnie z tytułem w widowisku występowały także śpiewające siostry King. W tym czasie uczestniczył w nagraniach takich muzyków, jak kompozytor i aranżer George Cates, perkusjonista Jack Costanzo, oraz bandlider i pianista Juan García Esquivel. Nagrywał również ze studyjną grupą The Surfmen, grającą muzykę w konwencji exotica, cieszącą się przez krótki okres popularnością środowiskową.
W 1969 przystąpił do Kościoła Jezusa Chrystusa Świętych w Dniach Ostatnich, stając się mormonem tak jak jego żona. W 1978 został uhonorowany wprowadzeniem do Panteonu Sław Gitary Hawajskiej. W latach 80. koncertował w Disneylandzie, w którym występował co roku od jego otwarcia w 1955. Na początku następnego dziesięciolecia przeprowadził się z żoną do jej rodzinnego stanu Utah. W Salt Lake City sformował mały zespół, z którym występował w lokalnych klubach do 1994. Nierzadko śpiewała z nim Luise, która zmarła w 1997 po sześćdziesięciu latach małżeństwa.
W 2004 złamał panewkę stawu biodrowego. Następnie wywiązały się komplikacje: zapalenie płuc i niewydolność serca. Zmarł w ośrodku rehabilitacyjnym. Miał 95 lat. Został pochowany w Cypress Lawn Memorial Park w kalifornijskim miasteczku Colma.

## Wybrana dyskografia
- 1958
  - A Swingin’ Fling (Capitol)
  - My Reverie – Alvino Rey with the Jud Conlon Rhythmaires  (Decca)
  - Refreshing Melodies – Alvino Rey/Ralph Carmichael Orchestra (Sacred Records)
- 1960 That Lonely Feeling (Capitol)
- 1961 Alvino Rey – His Greatest Hits (Dot Records)
- 1962 As I Remember Hawaii (Dot)
- 1965 Love at Home with Members of the Famous King Family – The King Sisters–Alvino Rey–Del Courtney (Capitol)
- 1977 The Big Band Steel Guitar (Steel Guitar Record Club)
- 1981 Dance With Me – The Big Band Sound of Alvino Rey (Alysa Records)
- One Night Stand with Alvino Rey in 1945 – Alvino Rey–4 King Sisters (Joyce)
- 2005 Headjug – Bob Moss & The Westernmen with Guest Star Alvino Rey (Headjug Records)

Zestawienie wg dat wydania płyt